# Расков, Виктор Викторович
Виктор Викторович Расков (укр. Віктор Вікторович Расков; род. 8 мая 1984, Одесса) — украинский футболист и функционер, выступавший на позиции нападающего.

## Клубная карьера
Воспитанник одесского «Черноморца» и донецкого «Шахтера», цвета которых защищал в молодежном чемпионате. Летом 2001 года начал футбольную карьеру в второлиговом «Машиностроителе» (Дружковка). Затем выступал во второй команде одесского «Черноморца», любительском «Сигнале» (Одесса), а также второлиговых «Днестре» (Овидиополь) и «Арсенале» (Харьков). Летом 2006 года перешел в днепродзержинскую «Сталь». Сыграв один поединок, во время зимнего трансферного окна сезона 2006/07 годов уехал за границу, где подписал контракт с литовским «Шяуляем». В начале 2009 года сменил клуб на «Круоя», а летом того же года перешел в польскую команду «Погонь» (Седльце).
Уже через полгода вернулся в «Шяуляй», где с восемью голами стал лучшим бомбардиром команды. В Лиге Европы 2010/11 играл против «Вислы» (Краков). Летом 2011 года вернулся в Украину, где подписал контракт с харьковским «Гелиосом». В 2013 году перешел в краматорский «Авангард». В 2014 году выступал в Высшей лиге Узбекистана в составе «Андижана», но вернулся в Украину и остаток сезона отыграл в одесской «Реал Фарме». С июля 2016 по март 2017 работал администратором в составе «Жемчужины». Весной 2017 по ходу сезона присоединился к «Воркуте» (Торонто) из Канадской футбольной лиги.